# کلاشینکف (فیلم ۱۳۹۲)
کلاشینکف یک فیلم درام ایرانی به کارگردانی سعید سهیلی محصول سال ۱۳۹۲ می‌باشد. این فیلم برای نخستین بار در سی و دومین دوره جشنواره بین‌المللی فیلم فجر به نمایش درآمد.
قسمت‌هایی از این فیلم در بیمارستان فیروزآبادی و دژ رشکان در شهر ری و همچنین صحنه‌های پایانی فیلم در برج میلاد تصویربرداری شده‌است.

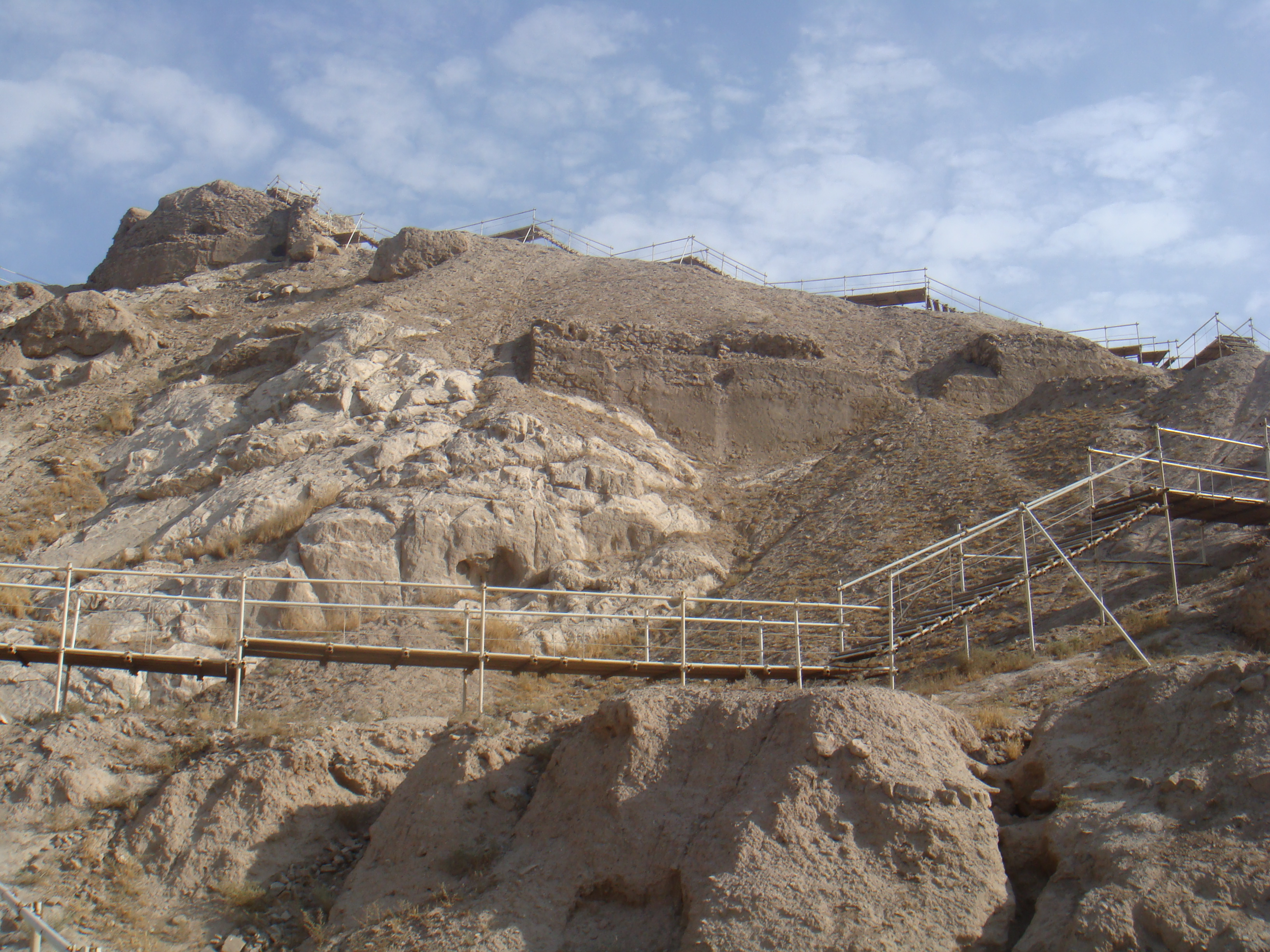
دژ رشکان، منطقه‌ای که قسمت‌هایی از فیلم در آن تصویربرداری شده‌است.

## خلاصه داستان
داستان در مورد جوان سربازی است که خواهرش مورد آزار و اذیت فرد ناشناسی قرار می‌گیرد و وی با شنیدن این خبر، چون با مرخصی او موافقت نمی‌شود از روی نگرانی با سلاح کلاشنیکفی که به منظور حفاظت از یک بانک تحویل وی داده شده‌است، ترک پست کرده و بعد از درگیری با شوهر خواهرش او را به قتل می‌رساند.
او برای تهیه هزینه عمل خواهرش بسیار تلاش کرده و در این راه شخصیت‌های جدیدی وارد داستان می‌شوند.

## شخصیت‌ها
| نام بازیگر      | شخصیت                   |
| --------------- | ----------------------- |
| ساعد سهیلی      | عادل                    |
| رضا عطاران      | رضا کلاش                |
| فرهاد اصلانی    | عموی عادل (اسد)         |
| اندیشه فولادوند | گوهر                    |
| جمشید هاشم‌پور   | شوهر خواهر عادل (زینال) |
| شهرام حقیقت‌دوست | دوست عادل (حبیب)        |
| جواد عزتی       | پسر زینال               |
| شقایق فراهانی   | عالیه (خواهر عادل)      |
| علیرضا استادی   | آقای کوشکی              |
| سارا سهیلی      | صدیقه (نامزد عادل)      |
| سینا مهراد      | جهانمهر (پسر زینال)     |
| انوش معظمی      | جهانگیر (پسر زینال)     |
| ستایش اسماعیلی  | عطیه (خواهر عادل)       |

## نقد فیلم
- مهدی ناصاری، منتقد سینما، لوکیشن فیلم‌برداری این فیلم را با لوکیشن فیلمبرداری چند متر مکعب عشق مشترک دانست که به عقیده وی از فقر موضوعی این فیلم نشأت می‌گیرد.[۲]
- احسان ناظم بکایی، منتقد سینما، روند داستانی فیلم را بین درام و کمدی، سرگردان دانست.[۲]
- محمدرضا شهیدی‌فرد، فیلم را تأسف‌برانگیز توصیف کرد. وی فیلم کلاشینکف را مروج رفتارهای غیراخلاقی و خودسری‌های اجتماعی دانست.[۲]
- بشیر حسینی، پیام فیلم را ضعف قانون و امنیت در جامعه و لزوم اجرای عدالت به صورت سلیقه‌ای توسط هر یک از افراد دانست که مبلغ آنارشیسم می‌باشد.[۲]
- طهماسب صلح‌جو، این فیلم را دلنشین و احیاگر سینمای ایران برشمرد و آن را ادای احترامی به فیلم فارسی خواند.